# لورين ماركوس
لورين ماركوس (بالإنجليزية: Lauren Marcus)‏ هي ممثلة أمريكية، ولدت في 27 نوفمبر 1985.